# György Fáskerthy
György Fáskerthy, nume de familie real Fáskerti, (n. 9 martie 1923, Arad – d. 2 decembrie 1977, București) a fost un editor, scriitor și traducător maghiar din România. A tradus în limba maghiară mai multe opere literare ale scriitorilor români. A fost fiul scriitorilor Tibor Fáskerti și Erzsébet Balla.

## Biografie
Fáskerthy a început studiile secundare la Budapesta pe care nu le-a finalizat deoarece părinții săi au fost expulzați din Ungaria. S-a întors la Arad unde a lucrat ca muncitor, iar mai târziu a devenit membru al Uniunii Tineretului Comunist, organizație aflată atunci în ilegalitate. În 1944 a devenit activist de partid, lucrând ca editor de carte al Partidului Muncitoresc Român (1947-1951) și redactor de limba maghiară la Editura de Stat pentru Literatură și Artă (1951-1954). A fost apoi redactor-responsabil al seriei Tudományos-fantasztikus elbeszélések (1955-1958), periodicul de literatură pentru tineret editat în limba maghiară de revista Știință și Tehnică. 
A debutat cu o nuvelă publicată în 1949 în revista Utunk din Cluj; a publicat în 1958 povestirea științifico-fantastică „Ne hagyd magad, Róger!” în limbile maghiară și română (1958); a tradus în limba maghiară scrierile lui Marin Preda, Cezar Petrescu, Ion Marin Sadoveanu și Radu Tudoran, printre care romanul Sfârșit de veac în București (București, 1976) al lui I.M. Sadoveanu. A scris mai multe povestiri grupate în volumul Az ember, aki bükkfa volt (1968) și romanul Légszomj (1970).

## Scrieri
- Misterele unei curse (Ne hagyd magad Roger!, roman, împreună cu András Donáth și Endre Haás)  (CPSF 68-72, 1958) (traducere de Constantin Olariu);
- Az ember aki bükkfa volt (povestiri, București, 1968);
- Légszomj (roman, București, 1970).

## Traduceri
- Petru Dumitriu: Az igazság nevében (Dreptate), nuvelă, București, 1952;
- Marin Preda: Sorakozó (Desfășurarea), povestiri, București, 1955;
- Silvian Iosifescu: Caragiale, biografie, București, 1955;
- Traian Șelmaru: Híradás az új Kínáról  (Reportaj din China nouă) [împreună cu Gyula Dávid], București, 1955;
- Mihail Sadoveanu: Viharok fészke (Cuibul invaziilor), povestiri, București, 1956;
- Cezar Petrescu: Fekete arany (Aurul negru), roman, București, 1962;
- Marin Preda: Pazarlók (Risipitorii), roman, București, 1963;
- Marin Preda: Találkozás a földeken (Întâlnirea din pământuri), povestiri [împreună cu Sándor Huszár și László Forró], București, 1968;
- Radu Tudoran: Árad a Duna (Dunărea revărsată), roman, București, 1968,
- Ion Marin Sadoveanu: Századvég Bukarestben (Sfârșit de veac în București), roman, București, 1976.